# Fabian Lustenberger
Fabian Lustenberger (Nebikon, 2 maggio 1988) è un allenatore di calcio ed ex calciatore svizzero, di ruolo centrocampista o difensore, attuale vice allenatore della nazionale Under-21 elvetica e delle formazioni giovanili dello Young Boys.

## Carriera

### Club
Inizia la sua carriera nel 2006 con il Lucerna. Nella sua prima stagione totalizza 30 presenze nell'Axpo Super League, la prima contro lo Zurigo. Inizia la stagione 2007-2008 con il Lucerna, e dopo 3 presenze con il club svizzero viene acquistato dall'Hertha Berlino.
In Germania fa il suo esordio nell'incontro Hertha-Stoccarda (3-1). La prima rete con il club della capitale arriva contro il Norimberga, nella partita terminata 2-1 per gli avversari. La stagione successiva vede il giocatore svizzero in campo anche in Europa e in Nazionale: gioca 10 partite in Coppa UEFA e fa il suo esordio nell'Under-21 nella partita Grecia-Svizzera (1-1). In totale scende in campo in 32 occasioni segnando 2 reti.
Nella stagione 2009-2010 gioca complessivamente 34 partite, segnando una rete nella partita di Regionalliga Hertha Berlin II-ZFC Meuselwitz (7-3). Al termine della stagione il suo club retrocede nella seconda serie tedesca. Nel corso della stagione contribuisce nella promozione dell'Hertha dalla Zweite Liga alla Bundesliga con 18 presenze impreziosite da una rete. Disputa anche 6 incontri con l'Under-21.

### Nazionale
Viene convocato per la prima volta dal CT della nazionale maggiore, Ottmar Hitzfeld, per la partita amichevole del 10 agosto 2011 contro il Liechtenstein, ma non scende in campo. In occasione della partita amichevole del 15 novembre 2013 contro la Corea del Sud, fa il suo ritorno nel gruppo della Nazionale rossocrociata.

## Palmarès
- Challenge League: 1

Lucerna: 2005-2006
- Campionato tedesco di seconda divisione: 2

Hertha Berlino: 2010-2011, 2012-2013
- Campionato svizzero: 4

Young Boys: 2019-2020, 2020-2021, 2022-2023, 2023-2024
- Coppa Svizzera: 2

Young Boys: 2019-2020, 2022-2023